# فرودگاه ثمامه
فرودگاه ثمامه (به انگلیسی: Thumamah Airport) یک فرودگاه همگانی با کد یاتا OETH است که یک باند فرود آسفالت دارد و طول باند آن ۴۰۱۴ متر است. این فرودگاه در کشور عربستان سعودی قرار دارد و در ارتفاع ۵۷۰ متری از سطح دریا واقع شده است.